# Nunatak Predgornyj
Nunatak Predgornyj är en nunatak i Antarktis. Den ligger i Östantarktis. Australien gör anspråk på området. Toppen på Nunatak Predgornyj är 1 716 meter över havet.
Terrängen runt Nunatak Predgornyj är huvudsakligen lite kuperad. Trakten är obefolkad. Det finns inga samhällen i närheten.